# Paratachina obliqua
Paratachina obliqua är en tvåvingeart som först beskrevs av Friedrich Hermann Loew 1863.  Paratachina obliqua ingår i släktet Paratachina och familjen parasitflugor. Inga underarter finns listade i Catalogue of Life.